# ディズニー・クルーズ・ライン
ディズニー・クルーズ・ライン（Disney Cruise Line 略称：DCL）は、ディズニーグループにおいてウォルト・ディズニー・カンパニー（ディズニー・エクスペリエンス）の子会社であるマジカル・クルーズ・カンパニーが運航するクルーズ客船のブランドである。

## 概要
2024年時点では、ディズニー・ドリーム級2隻、ディズニー・マジック級2隻、ディズニー・ウィッシュ級1隻の計5隻のクルーズ船を保有し、主にフロリダとバハマ諸島にあるディズニー社のプライベートアイランドであるキャスタウェイ・ケイ、バハマのナッソーを周遊する航路や、西カリブ海・東カリブ海のテーマクルーズの運航を主たる事業としている。その他、大西洋横断のヨーロッパ航路やバンクーバー起点のアラスカ航路などが運航される。
ディズニー・クルーズ・ラインはブランド名であり、社名はディズニーの名が入らないマジカル・クルーズ・カンパニーである。同社はウォルト・ディズニー・カンパニーとは独立した法人格を有しているが、ディズニー・エクスペリエンス部門によって実質管理運営されている。
2024年7月、ディズニーとのライセンス契約の元で日本国内のディズニーのテーマパークを運営しているオリエンタルランド（OLC）は2028年度を目処に同国内でもディズニー・クルーズ・ラインを就航することを発表した。テーマパークと同様にディズニーとのライセンス契約の元でOLCが運営。東京港（東京国際クルーズターミナル）を拠点とし、日本郵船が運行管理を担当するとしている。

## 船隊

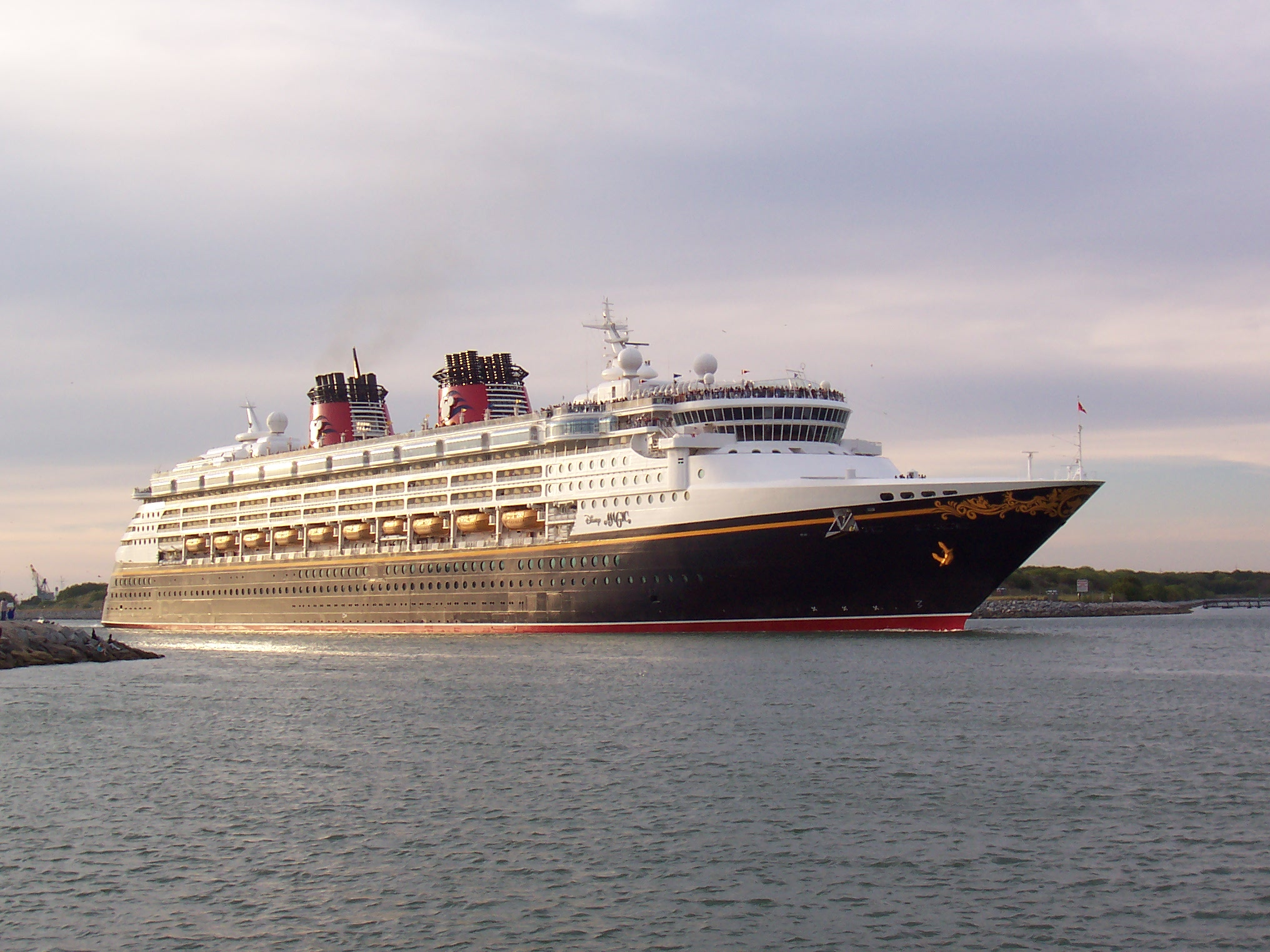
ディズニー・マジック

ディズニー・マジック級（総トン数 83,338トン）
- ディズニー・マジック（Disney Magic）（1998年竣工）
- ディズニー・ワンダー（Disney Wonder）（1999年竣工）

ディズニー・ドリーム級（総トン数 129,690トン）
- ディズニー・ドリーム（Disney Dream）（2010年竣工）
- ディズニー・ファンタジー（Disney Fantasy）（2012年竣工）

トリトン・クラス級（総トン数 135,000トン）
- ディズニー・ウィッシュ（Disney Wish）（2021年竣工・2022年6月9日就航）
- ディズニー・トレジャー（Disney Treasure）（2024年12月21日就航予定）
- ディズニー・デスティニー（Disney Destiny）（2025年就航予定）
- 船名未定（2028年就航予定）

20万トン級新造船
- ディズニー・アドベンチャー（Disney Adventure）（2025年就航予定、ゲンティン香港が発注していた「グローバル・ドリーム」を同社破綻に伴い買船）船名は2023年9月9日のD23イベントにおいて公式発表された。

## 施設等
- キャスタウェイ・ケイ（Castaway Cay）
ディズニー・クルーズ・ラインが立ち寄る、ウォルト・ディズニー・カンパニー所有のプライベートアイランド
- ライトハウス・ポイント（Lighthouse Point）
2024年完成予定。ディズニー・クルーズ・ラインが立ち寄るプライベートビーチ。エルーセラ島の南端部を開発し、各年齢層に対応したアクティビティエリア「ディズニー・ルックアウト・ケイ」が設けられる予定。